# Grantfork
Grantfork es una villa ubicada en el condado de Madison en el estado estadounidense de Illinois. En el Censo de 2010 tenía una población de 337 habitantes y una densidad poblacional de 428,01 personas por km².

## Geografía
Grantfork se encuentra ubicada en las coordenadas 38°49′43″N 89°40′2″O / 38.82861, -89.66722. Según la Oficina del Censo de los Estados Unidos, Grantfork tiene una superficie total de 0.79 km², de la cual 0.77 km² corresponden a tierra firme y (2.63%) 0.02 km² es agua.

## Demografía
Según el censo de 2010, había 337 personas residiendo en Grantfork. La densidad de población era de 428,01 hab./km². De los 337 habitantes, Grantfork estaba compuesto por el 97.03% blancos, el 0% eran afroamericanos, el 0% eran amerindios, el 0.59% eran asiáticos, el 0% eran isleños del Pacífico, el 0% eran de otras razas y el 2.37% pertenecían a dos o más razas. Del total de la población el 0.59% eran hispanos o latinos de cualquier raza.